# Засядько Володимир Олексійович
Володимир Олексійович Засядько (24 квітня 1919 — 1 березня 1944) — начальник артилерії 209-го гвардійського стрілецького полку 73-й гвардійської Сталінградської стрілецької дивізії 7-ї гвардійської армії Степового фронту, гвардії старший лейтенант, Герой Радянського Союзу. Нагороджений орденом Леніна, орденом Червоного Прапора, орденом Вітчизняної війни I ступеня.

## Біографія
Володимир Засядько народився 24 квітня 1919 року в Харкові. Українець. Закінчив в Алматі Казахський гірничо-металургійний інститут.
У серпні 1941 року служив у Червоній армії. 1942 року закінчив Алматинське військове піхотне училище. У березні 1942 року — на фронтах Великої Вітчизняної війни вступив до ВКП(б).
25 вересня 1943 року начальник артилерії 209-го гвардійського стрілецького полка, гвардії старший лейтенант Володимир Засядько під час битв за Дніпро в районі села Бородаївка (Верхньодніпровський район, Дніпропетровська область, Українська РСР) на підручних засобах зміг здійснити переправу особового складу артилерійських батарей з матеріальною частиною. 26-27 вересня артилеристи під його командуванням змогли відбити 8 контратак противника і завдали великих збитків живій силі й техніці. 16 жовтня вони сприяли звільненню східної частини села Бородаївка.
26 жовтня 1943 року Указом Президії Верховної Ради СРСР за зразкове виконання бойових завдань командування на фронті боротьби з німецько-фашистськими загарбниками і виражені при цьому мужність і героїзм гвардії старшому лейтенанту Засядько Володимиру Олексійовичу було надано звання Героя Радянського Союзу з врученням ордена Леніна та медалі «Золота Зірка» (№ 1364).
1 березня 1944 року під час боїв у Кіровоградській області Володимира Засядько отримав смертельне поранення. Був похований в смт. Петрово, Кіровоградської області.